# Martín Jaite
Martín Jaite (Buenos Aires, 9 de octubre de 1964) es un extenista profesional argentino. Se desempeñó como profesional en los años 1980 y comienzos de los 1990, logrando un total de 12 títulos ATP en categoría individual. En julio de 1990 alcanzó a ocupar el décimo puesto del mundo. El 16 de diciembre de 2011 se oficializó su capitanía en el Equipo de Copa Davis de Argentina para las temporadas de 2012 y 2013.
Su mejor participación en un Grand Slam fue en el Torneo de Roland Garros de 1985 cuando logró superar al eslovaco Miloslav Mečíř en cuarta ronda y luego perdió ante Ivan Lendl en tres sets en cuartos de final.
En 1987 alcanzó la final del torneo de Roma (pierde ante Mats Wilander) y en 1988 perdió en la final de Montecarlo, dos de los torneos más importantes del mundo sobre polvo de ladrillo, después de Roland Garros.
Fue uno de los pilares del equipo argentino de Copa Davis tras la retirada de Guillermo Vilas. Fue miembro ininterrumpido del equipo entre 1984 y 1992, alcanzando las semifinales del Grupo Mundial en 1990. Su partido más recordado fue en 1990 por los cuartos de final ante Alemania en Buenos Aires. Tras perder por sorpresa el primer punto ante Carl Uwe Steeb, Jaite debió enfrentar a Michael Stich con la serie 1-2 abajo. A pesar de su agotamiento físico, en el quinto set logró levantar una desventaja de un quiebre y 40-0, logrando ganar el 5º set por 6-3 aún con calambres y con lágrimas en sus ojos durante el último juego. Al final del encuentro fue llevado en andas por la gente, y el triunfo de Alberto Mancini ante Steeb en el quinto punto le dio el pase a las semifinales a Argentina.
En dobles conquistó un título en Buenos Aires y alcanzó otra final en Barcelona. Se retiró de la actividad en 1993 y desde entonces ha participado en algunos torneos seniors. Fue capitán argentino de Copa Federación y actualmente es el director del Torneo de Buenos Aires. También se ha desempeñado como periodista de tenis la Argentina.
En 1990 la Fundación Konex le confirió el Diploma al Mérito de los Premios Konex como uno de los 5 mejores tenistas de la década 1980-1990 en la Argentina.
En la actualidad, comenta junto al periodista Gonzalo Bonadeo (por la señal de cable TyC Sports) todos los duelos de Copa Davis donde juega el equipo de Argentina tanto de local como de visitante.
Es director del Argentina Open que se disputa en el Buenos Aires Lawn Tennis.
También es director de la carrera Licenciatura en Gestión Deportiva en la Universidad Argentina de la Empresa (UADE).

## Torneos ATP (13; 12+1)

### Individuales (12)

#### Títulos
| Leyenda                |
| Grand Slam (0)         |
| Tennis Masters Cup (0) |
| ATP Masters Series (0) |
| ATP Tour (12)          |

| N.º | Fecha                    | Torneo       | Superficie        | Oponente en la final   | Resultado           |
| --- | ------------------------ | ------------ | ----------------- | ---------------------- | ------------------- |
| 1.  | 25 de febrero de 1985    | Buenos Aires | Polvo de ladrillo | Diego Pérez            | 6-4 6-2             |
| 2.  | 9 de junio de 1986       | Bolonia      | Polvo de ladrillo | Paolo Cane             | 6-2 4-6 6-4         |
| 3.  | 8 de septiembre de 1986  | Stuttgart    | Polvo de ladrillo | Jonas Svensson         | 7-5 6-2             |
| 4.  | 21 de septiembre de 1987 | Barcelona    | Polvo de ladrillo | Mats Wilander          | 7-6 6-4 4-6 0-6 6-4 |
| 5.  | 28 de septiembre de 1987 | Palermo      | Polvo de ladrillo | Karel Nováček          | 7-6 6-7 6-4         |
| 6.  | 24 de julio de 1989      | Stuttgart    | Polvo de ladrillo | Goran Prpić            | 6-3 6-2             |
| 7.  | 11 de septiembre de 1989 | Madrid       | Polvo de ladrillo | Jordi Arrese           | 6-3 6-2             |
| 8.  | 6 de noviembre de 1989   | São Paulo    | Moqueta           | Javier Sánchez Vicario | 7-6 6-3             |
| 9.  | 20 de noviembre de 1989  | Itaparica    | Dura              | Jay Berger             | 6-4 6-4             |
| 10. | 5 de febrero de 1990     | Guarujá      | Dura              | Luiz Mattar            | 3-6 6-4 6-3         |
| 11. | 9 de julio de 1990       | Gstaad       | Polvo de ladrillo | Sergi Bruguera         | 6-3 6-7 6-2 6-2     |
| 12. | 15 de abril de 1991      | Niza         | Polvo de ladrillo | Goran Prpić            | 3-6 7-6(1) 6-3      |

#### Finalista (7)
| Leyenda                |
| Grand Slam (0)         |
| Tennis Masters Cup (0) |
| ATP Masters Series (2) |
| ATP Tour (5)           |

| N.º | Fecha               | Torneo         | Superficie        | Oponente en la final   | Resultado       |
| --- | ------------------- | -------------- | ----------------- | ---------------------- | --------------- |
| 1.  | 8 de julio de 1985  | Boston         | Polvo de ladrillo | Mats Wilander          | 2-6 4-6         |
| 2.  | 15 de julio de 1985 | Washington     | Polvo de ladrillo | Yannick Noah           | 4-6 3-6         |
| 3.  | 21 de julio de 1986 | Boston         | Polvo de ladrillo | Andrés Gómez           | 5-7 4-6         |
| 4.  | 11 de mayo de 1987  | Roma           | Polvo de ladrillo | Mats Wilander          | 3-6 4-6 4-6     |
| 5.  | 18 de abril de 1988 | Montecarlo     | Polvo de ladrillo | Ivan Lendl             | 7-5 4-6 5-7 3-6 |
| 6.  | 10 de abril de 1989 | Río de Janeiro | Moqueta           | Luiz Mattar            | 4-6 7-5 4-6     |
| 7.  | 31 de julio de 1989 | Kitzbühel      | Polvo de ladrillo | Emilio Sánchez Vicario | 6-7 1-6 6-2 2-6 |

#### Clasificación en torneos del Grand Slam
| Torneo               | 1992 | 1991 | 1990 | 1989 | 1988 | 1987 | 1986 | 1985 | 1984 | Títulos |
| -------------------- | ---- | ---- | ---- | ---- | ---- | ---- | ---- | ---- | ---- | ------- |
| Abierto de Australia | 3r   | 2r   | -    | -    | -    | -    | -    | -    | -    | 0       |
| Roland Garros        | 1r   | 2r   | 4r   | 2r   | 3r   | 4r   | 4r   | CF   | 3r   | 0       |
| Wimbledon            | -    | -    | -    | -    | -    | -    | 2r   | -    | -    | 0       |
| US Open              | -    | 1r   | 2r   | 3r   | 2r   | 1r   | 1r   | 3r   | -    | 0       |
| Tennis Masters Cup   | -    | -    | -    | -    | -    | -    | -    | -    | -    | 0       |

### Dobles (1)

#### Títulos
| Leyenda                |
| Grand Slam (0)         |
| Tennis Masters Cup (0) |
| ATP Masters Series (0) |
| ATP Tour (1)           |

| N.º | Fecha                 | Torneo       | Superficie        | Pareja             | Oponentes en la final          | Resultado |
| --- | --------------------- | ------------ | ----------------- | ------------------ | ------------------------------ | --------- |
| 1.  | 25 de febrero de 1985 | Buenos Aires | Polvo de ladrillo | Christian Miniussi | Eduardo Bengoechea Diego Pérez | 6-4 6-3   |

#### Finalista (1)
| Leyenda                |
| Grand Slam (0)         |
| Tennis Masters Cup (0) |
| ATP Masters Series (0) |
| ATP Tour (1)           |

| N.º | Fecha                | Torneo    | Superficie        | Pareja       | Oponentes en la final   | Resultado |
| --- | -------------------- | --------- | ----------------- | ------------ | ----------------------- | --------- |
| 1.  | 1 de octubre de 1984 | Barcelona | Polvo de ladrillo | Víctor Pecci | Pavel Slozil Tomáš Šmíd | 2-6 0-6   |

#### Clasificación en torneos del Grand Slam
| Torneo               | 1991 | 1990 | 1989 | 1988 | 1987 | 1986 | 1985 | Títulos |
| -------------------- | ---- | ---- | ---- | ---- | ---- | ---- | ---- | ------- |
| Abierto de Australia | 1r   | -    | -    | -    | -    | -    | -    | 0       |
| Roland Garros        | -    | -    | -    | -    | -    | -    | 1r   | 0       |
| Wimbledon            | -    | -    | -    | -    | -    | -    | -    | 0       |
| US Open              | -    | 1r   | 1r   | -    | -    | -    | -    | 0       |
| Tennis Masters Cup   | -    | -    | -    | -    | -    | -    | -    | 0       |

## Torneos Challengers (1)

### Individuales (1)

#### Títulos
| N.º | Fecha             | Torneo   | Superficie        | Oponente en la final | Resultado |
| --- | ----------------- | -------- | ----------------- | -------------------- | --------- |
| 1.  | 7 de mayo de 1984 | Curitiba | Polvo de ladrillo | Ivan Kley            | 6-2 6-4   |